# Båtsmansberget
Båtsmansberget är en kulle i Åland (Finland). Den ligger i den östra delen av landskapet, 18 km nordost om huvudstaden Mariehamn. Toppen på Båtsmansberget är 88 meter över havet.
Terrängen runt Båtsmansberget är platt. Havet är nära Båtsmansberget söderut. Närmaste större samhälle är Jomala, 13,1 km sydväst om Båtsmansberget. 
Runt Båtsmansberget är det glesbefolkat, med 13 invånare per kvadratkilometer.